# Ляга-Вож (притока Великої Ляги)
Ля́га-Вож або Лягаво́ж (рос. Ляга-Вож) — річка в Республіці Комі, Росія, права притока річки Велика Ляга, правої притоки річки Печора. Протікає територією Троїцько-Печорського району.
Річка протікає на південний схід, схід та південний схід.
Притоки:
- права — Єгор-Шор